# Die Sumpfblume
Die Sumpfblume ist ein 1913 gedrehtes deutsches Stummfilmmelodram von und mit Viggo Larsen sowie Wanda Treumann als seine Partnerin.

## Handlung
Im Mittelpunkt des Geschehens steht ein junges Mädchen, das im Paris der Vorkriegszeit neben vielen anderen jungen Frauen ihre Hoffnungs auf eine Karriere als Animierdame, Tänzerin oder Modell in mehr oder weniger zweifelhaften Unterhaltungsetablissements – Kneipen, Bars und Hintertreppenspelunken – sucht. Dieses Milieu wird von den Moralisten jener Zeit als (moralischer) Sumpf angesehen, und ein cleveres, karrierebewusstes Fräulein, das diesem Sumpf entsteigt und entkommt, nennt man die „Sumpfblume“. Ein Exemplar dieser Spezies heißt Sandra, und sie scheint mit allen Wassern gewaschen zu sein. Der deutsche Bildhauer Edgar von Schmetting betreibt am Montmartre ein Atelier und ist fasziniert von dieser Sumpfblume. Er verfällt Sandra, will ihren nackten Fuß modellieren und leiht sich sogar 20.000 Mark die er, ganz in der Tradition von Prof. Higgins in My Fair Lady, in die Erziehung Sandras investieren will, um aus ihr ein wohlanständiges Fräulein der Gesellschaft zu formen.
Doch Sumpfblume Sandra kann die Gosse, der sie entstiegen ist, nicht verhehlen und macht sich eines Tages mit den 20.000 Mark davon, da sie der Ansicht ist, dass sie sich mit dieser (ihr nicht gehörenden) Summe durchaus selbst erziehen könne, wie sie Edgar in ihrem Abschiedsbrief mitteilt. Mit dem Geld in der Tasche und überbordendem Ehrgeiz avanciert Sandra bald zu einem großen Varietéstar. Eines Tages lernte sie Graf Dahlenberg kennen, einen Edelmann, den sie rasch um den Finger wickelt und schließlich ehelicht. Aus der Sumpfblume mit der vorgeblich unrühmlichen Vergangenheit wird eine Dame der Gesellschaft … wäre da nicht ein Vorleben als Kellerkind mit ausschweifender Vergangenheit und der Kurzzeitkarriere als halbnacktes Modell eines Künstlers. Die aber kommt eines Tages ans Licht der Öffentlichkeit. Folge: der Graf dreht durch und erwürgt seine unstandesgemäße Gattin mit seinen Händen. „Sumpfblumen schießen in die Höhe, erfreuen und sterben an der Sumpfluft, die sie nachschleppen.“

## Produktionsnotizen
Die Sumpfblume entstand im Frühjahr 1913 im Treumann-Larsen-Filmatelier in Berlin-Lankwitz und besaß vier Akte, verteilt auf 1259 Metern Länge. Der Film passierte am 19. Mai 1913 die Zensur, wurde mit Jugendverbot belegt und am 2. September 1913 uraufgeführt. Bei Die Sumpfblume handelt es sich um den ersten Film der Treumann-Larsen-Serie 1913/14.

## Kritik
„Das Bild ist in der vollendetsten Weise dargestellt und bietet in seiner ganzen Ausführung Momente einer kurzweiligen hindernislosen und schöen Entwicklung. Wanda Treumann zeigt im ersten Akt ihr ganzes burschikoses, lebenslustiges Wesen, entwickelt sich im zweiten zur künstlerischen Mondaine, ist im dritten Akt vollendete Dame und erreicht im vierten Akt eine Höhe ihrer Darstellungskunst, die der Tragik des geschilderten Schicksales vollkommen gerecht wird. In Viggo Larsen besitzt sie einen ebenbürtigen Partner.“